# 해양경찰 마르코
해양경찰 마르코(海洋警察 마르코, 덴마크어: Marco Macaco)는 2012년 공개된 덴마크의 애니메이션 영화이다.

## 줄거리
소심하지만 정의로운 해양경찰 ‘이광수'가‘능력자’가 세운 애니팡팡월드의 정체를 밝혀내고,
첫사랑 ‘송지효’를 지켜내는 이야기...
이광수는 애니팡팡월드가 무서운 파괴로봇이란 사실을 밝혀내지만.....
능력자의 계략 때문에 인간 세계에서 쫓겨나 바다를 표류하게 된다....
이광수가 없는 틈을 타 능력자는 시민들을 게임세상에 집어 넣고, ‘송지효’마저 위험에 빠트리려 한다.

## 캐스팅

### 한국어 더빙
- 송지효 - 룰루
- 이광수 - 마르코
- 엄상현 - 카를로
- 윤세웅 - 원숭이 대통령
- 이장원 - 원숭이 해적 선장
- 임경명 -개구쟁이 꼬마 루디

## 우리말 제작
- 수입: (주)스마일이엔티
- 배급: 인벤트디